# Getter (musicien)
Pour les articles homonymes, voir Getter.
Getter, de son vrai nom Tanner Petulla (né le 13 avril 1993 à San José, en Californie), est un disc jockey, rappeur, compositeur et producteur américain de musique électronique et hip-hop. Il est d'abord connu pour ses titres orientés dubstep et également ses nombreux remixes, mais se fait plus connaitre sur la scène hip-hop et trap.
Durant sa carrière, il enregistre pour plusieurs labels comme Firepower Records, Rottun Records, OWSLA, et Buygore. Il fonde le sien par la suite, appelé Shred Collective, qu'il ne qualifie pas de label, mais de collectif puisque les membres ne s'intéressent pas à la musique, mais plus à tous autres types de création, tels que le graphisme, l'illustration ou encore les vêtements. Sous l'alias Terror Reid, il chante sur des instrumentales qu'il crée lui même sortant des EP comme Dynamo ou Hot Vodka 1. En 2024, il annonce mettre un terme à ses activités.

## Biographie

### Jeunesse
Getter commence à s'intéresser à la musique durant ses années de lycée, lorsqu'il télécharge des morceaux originaux de Far East Movement ou encore de Timbaland pour les remixer et les republier sur sa page SoundCloud. Dans une interview, il dit : « J'ai vraiment commencé quand j’avais 16 ans. J’étais dans quelques groupes en tant que batteur ou guitariste. J’étais un fan de métal mais aussi de rap avec des rappeurs comme Mac Dre ou Andre Nickatina. Puis, je me suis rendu compte que je pouvais faire de la musique moi-même et c'est ça qui m’a vraiment attiré, je voulais faire mes propres trucs ».
À 17 ans, il commence à mixer un peu partout aux États-Unis, généralement pour des petites discothèques de quartier. Depuis, il compose uniquement sur synthétiseurs ou logiciels sur ordinateurs (tels que Ableton Live). Aussi, il use régulièrement de sa guitare et même de sa voix avec son personnage Terror Reid ou encore sur le titre Colorblind.

### Débuts (2012–2013)
Âgé de 19 ans, Petulla avoue dans une interview qu'il rencontre des problèmes d'argents, ce qui l'oblige à se rendre à Los Angeles pour vivre dans l’appartement d'un ami. C'est à partir du moment où il arrive à trouver son propre studio qu’il met vraiment en œuvre sa passion musicale.
En 2012, Getter signe un contact avec le label Firepower Records. Il y publie plusieurs EP et LP tels que Bassline Shanka EP (avec The Frim) le 20 novembre 2011, I Want More LP (avec 12Gauge, Slosh, Datsik, Snak the Ripper et The Frim) le 5 février 2013, participe à l'EP See No Evil de Protohype, ETC!ETC!, Kezwik et Must Die!, sorti le 19 mars 2013. Il publie, toujours sur Firepower Records le 16 avril 2013, l'EP remix de Fallout, un single sorti précédemment sorti sur le LP I Want More, où Hugeative, Aweminus et MineSweepa ainsi que la version VIP (Variation In Music) de Fallout apparaissent dessus. Il apparait également dans les mixtapes annuelles de Firepower Records Shell Shock Vol. 1 (le 7 mai 2013) et Shell Shock Vol. 2 (le 14 mars 2014) puis plus tard Shell Shock Legends (le 5 mai 2015).
Parallèlement, sur Rottun Records, Getter apparait sur la mixtape de 30 titres de Rottun Classics du 16 décembre 2013 aux côtés de futurs gros noms du genre tels qu'Excision, Downlink, Datsik, SKisM et Flux Pavilion.
Il remixe le single de Datsik Release Me (le 21 mai 2013), publie Smasher avec Trampa et 12Gauge (le 9 juillet 2013) et contribue au LP Let It Burn de Datsik (24 septembre 2013) avec le titre Glock Burst. Il remix aussi le titre All Day I Dream le 26 février 2014 pour Fei-Fei et son album homonyme et participe à l'album Bear Grillz and Friends Vol. 2 de Bear Grillz du 2 juin 2015 avec le titre EDM, qui le fera apparaitre sur l'EP de Bear Grillz EDM Remixed  mais aussi sur l’album 2015 du célèbre label indépendant UKF avec le même titre. Puis, il publie l'EP Thriller avec The Frim, Slosh, Datsik et Barely Alive le 17 décembre 2013.

### Planet Neutralet EP (2014–2016)
Getter contribue au best-of de 42 titres d'Excision avec Destroid 5 Activation, titre original de Downlink, sorti en 2014. Le 9 décembre 2014, il sort le premier album qui va grandement contribuer à son futur succès, Inner Workings, où il collabore avec Maksim, et Dodge and Fuski. Avec le label Buygore, il remixe Last Year le 25 novembre 2014 de Borgore et Malcolm McDowell pour leur album NewGoreOrder Deluxe (Remix Edition). L'artiste est surtout célèbre pour le titre Squad apparu sur l'EP Keep It Sexy de Borgore sur ce label. Cette musique est d’ailleurs l'une des rares que Getter clippe durant sa carrière.
Le 18 septembre 2015, Getter publie Planet Neutral (Planet Neutral étant l'anagramme de son nom Tanner Petulla). Il dédie l’album à un ami nommé Johnnie Greenback assassiné quelques mois plus tôt à Santa Clarita. Cet album est mis à part puisqu’il n’est redistribué par aucun label, même si l'artiste est dans la période de transition entre Buygore et OWSLA.
Sur OWSLA, il remixe Maybe le 16 avril 2015 pour l'album Maybe (remix) de Carmada. Le 16 juin 2015 de la même année est une autre date importante pour le DJ puisqu'il publie l'EP Allegiance, (où il collabore avec des artistes comme Must die!, Jaden et Dahn Farro) où le titre Head Splitter sortira dessus. C'est d'ailleurs ce titre qui lui permet de signer un contrat avec OWSLA. Toujours sur OWSLA, il remix Deep Down Low pour Valentino Khan et son album Deep Down Low Remixes. Il remixe également pour heRobust et Snails le titre Pump this et leur album de remix homonyme, apparait dans la compilation OWSLA Worldwide Broadcast aux côtés de Ghastly pour leur titre 666!, qui se place d’ailleurs en deuxième position sur l'album.
Il participe de façon plus modérée à d'autres gros labels comme Mad Decent avec son remix du titre Hawt de Brillz et Ghastly ou encore pour Disciple Records avec son remix Windpipe de Barely Alive et Ragga Twins, et par conséquent il apparaît aussi sur Disciple 03: Risen pour le même titre. Le remix de Windpipe est d'ailleurs promu sur la chaine YouTube de DubstepGutter, un label indépendant très influent dans ce genre musical ; le label compte actuellement[Quand ?] plus de 770 millions d'écoutes sur la chaîne, et ce depuis 2011).
Le 11 mars 2016 sort l'EP Radical Dude!, l'un des EP les plus populaires de l’artiste, notamment grâce à la « suite » de son titre Head Splitter sorti quelques années plus tôt suivi par son nouveau titre Rip N Dip. Le titre n'est pas une suite du point de vue musical mais plutôt au niveau du clip officiel de la musique, disponible sur YouTube. À noter que l’acteur principal de ce clip n’est autre que Nick Colletti, grand ami de Getter. On y voit également Spock, qui sera lui aussi un futur membre du futur Shred Collective,. Le 2 septembre 2016, il sort son EP Wat the Frick avec par exemple une collaboration avec les Suicideboys sur le titre 2 High. C’est cet EP qui fera accroitre encore plus sa célébrité sur la scène de l'EDM.

### Shred Collective etVisceral(2017–2019)
Il participe aux albums Lost Land 2017 Compilation du festival Lost Lands 2017 (festival de musique créé par Excision) ainsi qu'à Virus: The Remixes toujours d’Excision avec le remix Throwin' Elbows où il collabore avec le DJ allemand Virtual Riot.
L'année 2017 est importante pour l'artiste puisqu'il met provisoirement un terme aux contrats chez les gros labels (Firepower Records, Rottun Records, Buygore et OWSLA) pour lancer le sien : le Shred Collective. Des artistes tels que Sneek, MineSweepa, Topi, Ghostemane, Spock, Nick Colletti ou Party Nails apparaissent sur le label. Malgré la fin de ses contrats chez les autres labels, le DJ reste encore très proche de certains membres comme Datsik ou Skrillex, qui lui ont permis de faire la musique qu’il voulait sans se soucier de changer et d’innover dans le monde de la musique électronique de leur époque[réf. nécessaire].
Le 28 septembre 2018, Getter publie son quatrième album Visceral sur le label canadien mau5trap. Il comprend 12 titres et marque un changement assez radical par rapport à son style musical, passant du dubstep et de l’hybrid trap à un style plus calme et plus émotif

### Dernières sorties,Suh Dudeet fin (2020–2024)
En janvier 2020, Tanner Petulla sort un autre single sous l'alias Terror Reid, Krylon avec l'aide d'Elioze qui avait déjà travaillé avec Tanner sur deux singles précédents en 2019, Buried Alive et Buried Alive 2. En février, Petulla publie Represent sous le nom Getter, que EDM.com revendique comme « [Getter] de retour en territoire sonore familier ».
L'album Hot Vodka 1 est publié le 7 mai 2020. Il contient les trois singles précédents When It's All Gone, Krylon et Outlawz, ainsi que quatre nouveaux titres. Le 1er octobre 2020, Tanner annonce son deuxième album Napalm, qui sortira plus tard en 2020. Le 23 octobre 2020, il sort un single extrait de l'album, Bad Acid. L'album sort le 30 octobre.
Parallèlement à sa carrière musicale, il est connu pour ses courtes vidéos humoristiques Suh Dude publiées sur l’application Vine puis remises en lignes sur YouTube, avec ses amis Nick Colletti et Dillon Francis. Il tient aussi une chaine YouTube personnelle où il se filme lui et ses amis pendant ses tournées ou dans sa vie quotidienne.
À la fin 2024, l'artiste affirme avoir mis « officiellement un terme » à ses activités.

## Activités annexes

### Trippy Burger
Getter et son meilleur ami Nick Colletti lancent une marque de vêtements Trippy Burger qui vend notamment des t-shirts Suh Dude. Son ex-petite amie Avery s’occupait de la collection pour femme[réf. nécessaire].

### SLVYVLL
Le label est, comme l'artiste, managé par l'agence SLVYVLL avec Klint Johnson comme manager personnel de Getter et Steven Pahel comme gérant de l'agence.

### En tant que beatmaker
Il produit régulièrement des instrumentales pour des rappeurs tels que les Suicideboys, Pouya, Dumbfoundead ou encore Ghostemane. Les beats sont reconnaissables par des lignes de basses agressives (en anglais bassline), des mélanges de boucles répétitives, de charlets et de kicks flottants posés par-dessus des sonorités musicales basses, le tout agrémenté de réverbération.

## Polémique

### Sampling
En collaboration avec les Suicideboys sur le titre Stop Calling Us Horrorcore, il est découvert que l’artiste a totalement usé de samples provenant du pack Mood créés par Trap Verterans via le site ProducerLoops.com pour composer son beat. Petulla dément et affirme qu’il n’était absolument pas au courant de cette affaire avant qu’il n’envoie le son presque finie aux deux cousins rappeurs. La date de publication du pack de samples restant inconnue, on ne sait toujours pas qui a tort et qui a raison[réf. nécessaire].

### Tournées
Le 16 septembre 2016, Getter use du réseau social Twitter pour se défendre contre les tournées locales. Il juge qu’elles « ruine potentiellement la tournée complète » et accuse les « ouvreurs locaux » (terme traduit de l’anglais qui désigne les DJ pas forcément connus mais originaires de la ville où le show se produit, c’est donc eux qui ouvrent la soirée). Par leur manque d’expérience, Tanner les accuse de faire dérailler les performances et de dégrader globalement le show. Quelque temps après que la controverse ai fait du bruit auprès de la communauté des DJ et des fans, Petulla s’excuse (de nouveau via Twitter) et reconnait sa propre montée en tant que DJ d’ouverture de festivals, et mentionne comment il comprend cette routine. Malgré cela, Petulla continu d’affirmer que les DJ locaux ne doivent pas continuer d’ouvrir les soirées de tournées nationales d’autres DJ, tel que lui et son Wat The Frick Tour: Getter par exemple.

## Vie personnelle
Dans une interview, Getter parle de son ex-petite amie Avery qui gérait par exemple la collection féminine de sa marque Trippy Burger. Il dit aussi que s’il n’avait pas été musicien, il aurait probablement voulu devenir un acteur pornographique parce qu’il aurait aimé gagner de l’argent en faisant l’amour à des mannequins.

## Discographie notable

### Albums studio
- 2013 : I Want More
- 2015 : Planet Neutral
- 2018 : Visceral
- 2020 : Napalm